# Dany Verlinden
Dany Verlinden (ur. 15 sierpnia 1963 w Aarschot) – belgijski piłkarz występujący na pozycji bramkarza.

## Kariera klubowa
Dany Verlinden zawodową karierę rozpoczynał w 1980 roku w Lierse SK. Miejsce w podstawowej jedenastce tej drużyny wywalczył sobie w sezonie 1982/1983, kiedy to wystąpił w 33 ligowych pojedynkach. Od tego czasu Belg nie oddał już miejsca w pierwszym składzie "De Pallieters". W Lierse występował łącznie przez osiem sezonów, w trakcie których rozegrał 204 mecze w rozgrywkach pierwszej i drugiej ligi.
Latem 1988 roku Verlinden postanowił zmienić klub i ostatecznie trafił do Club Brugge, w barwach którego odnosił największe sukcesy w karierze. Zdobył pięć tytułów mistrzowskich, pięć pucharów i dziewięć superpucharów Belgii. Dwa razy został wybrany najlepszym bramkarzem w lidze. Na początku pobytu na Stadionie Jana Breydela pełnił rolę zmiennika dla Philippe'a Vande Walle, jednak później wywalczył sobie miejsce w pierwszym składzie. Stracił je tylko podczas sezonu 1998/1999 na rzecz Egipcjanina Nadera El Sayeda. W grudniu 2003 roku Dany wystąpił w meczu Ligi Mistrzów mając 40 lat i 116 dni. Został najstarszym zawodnikiem, która zagrał w spotkaniu Champions League. Rekord ten został pobity niemal trzy lata później przez grającego w Milanie Alessandro Costacurtę. Włoch w dniu pojedynku swojego zespołu z AEK-iem Ateny miał 40 lat i 211 dni. Podczas gry w Club Brugge Verlinden zachował czyste konto przez 1390 minut, nie dał sobie strzelił gola od 3 marca do 26 września 1990 roku.

## Kariera reprezentacyjna
W 1994 roku Verlinden został powołany przez Paula Van Himsta na mistrzostwa świata. Belgowie zostali wyeliminowani w 1/8 finału przez Niemców, a sam Dany był trzecim po Michelu Preud’homme i Filipie De Wilde bramkarzem swojego zespołu. Wychowanek Lierse znalazł się także w kadrze "Czerwonych Diabłów" na Mistrzostwa Świata 1998. Belgowie swój udział w turnieju zakończyli na rundzie grupowej, a Verliden na boisku nie pojawił się ani razu. Łącznie dla drużyny narodowej rozegrał tylko jedno spotkanie w 1998 roku.

## Kariera trenerska
W 2004 roku Dany pełnił rolę trenera bramkarzy Club Brugge.